# Nostra Signora di Coromoto
Nostra Signora di Coromoto o Vergine di Coromoto è l'appellativo con cui i cattolici venerano Maria in seguito alle apparizioni che sarebbero avvenute in Venezuela nel 1652. Il culto della Vergine di Coromoto è particolarmente diffuso in questa nazione, di cui è patrona.

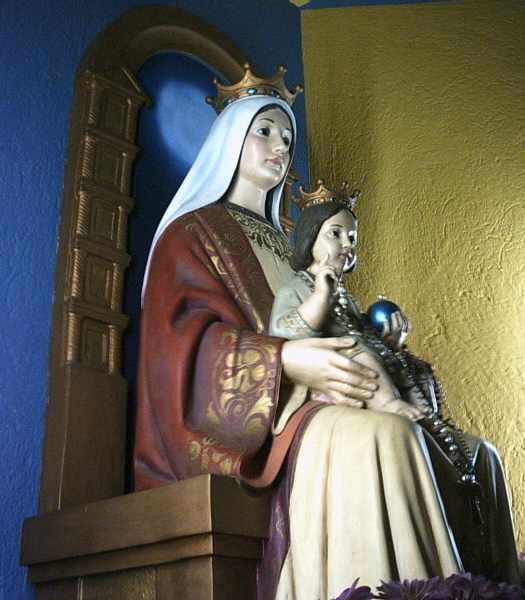
Statua della Vergine di Coromoto nel Santuario di Guanare

## Storia
Quando la città di Guanare, capitale dello stato di Portuguesa, fu fondata nel 1591, gli indigeni che abitavano nella regione, i Cospes, fuggirono verso la selva a nord dalla città per sfuggire ai conquistadores, rendendo difficile l'evangelizzazione che la Chiesa cattolica aveva intrapreso.
La prima apparizione avvenne, secondo la tradizione, l'8 settembre 1652, nella selva dove erano fuggiti gli indios. Maria avrebbe chiesto al cacicco dei Cospes, l'indio Coromoto (e a sua moglie): "Andate alla casa dei bianchi e chiedete loro che vi infondano l'acqua sulla testa per potere andare al cielo", cioè di farsi battezzare. Il cacicco raccontò il tutto al suo encomendero, don Juan Sánchez; questi gli chiese che si preparasse con la sua tribù per ricevere la catechesi e il battesimo entro otto giorni.
Vari indigeni cospes si convertirono e si fecero battezzare, ma non il cacicco, che fuggì. La tradizione colloca a questo punto la seconda apparizione di Maria: Coromoto, reso cieco dall'ira, avrebbe alzato il braccio per afferrarla, ma ella sarebbe sparita e si sarebbe materializzato un marchio fatto di fibra di albero che, successivamente recuperato, viene venerato nel santuario nazionale di Nostra Signora di Coromoto.

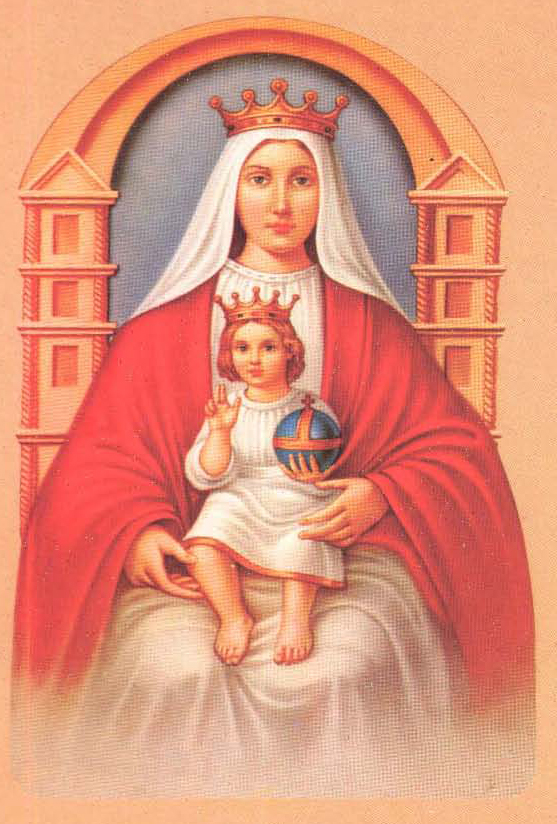
Icona della Santissima Vergine di Coromoto

Nella narrazione Coromoto venne morso da un serpente velenoso: tornato a Guanare, sul punto di morire, domandò il battesimo che ricevette da un barinese, prendendo il nome di Angelo Custode. Coromoto sarebbe guarito dal veleno, chiedendo agli indigeni cospes, che sotto il suo comando si erano opposti ai conquistatori, di farsi battezzare.

## Culto
Papa Pio XII, nel 1950, dichiarò Nostra Signora del Coromoto patrona del Venezuela.
Papa Giovanni Paolo II incoronò la statua nella sua visita al santuario mariano di Guanare, successivamente papa Benedetto XVI elevò il santuario nazionale di Nostra Signora di Coromoto al rango di basilica minore.

### Chiese dedicate a Nostra Signora di Coromoto
A Roma, nel quartiere Gianicolense, si trova la Chiesa di Nostra Signora di Coromoto sulla quale insiste la diaconìa cardinalizia di Nostra Signora di Coromoto in San Giovanni di Dio, istituita da Giovanni Paolo II il 25 maggio 1985.
A Villa Zaccheo, in provincia di Teramo, la chiesa è dedicata alla Vergine di Coromoto. Nel 2006 alcuni emigrati in Venezuela, al loro rientro definitivo in Italia, donarono la statua della Madonna di Coromoto, che fu collocata in cima al tabernacolo per accogliere e proteggere i fedeli.